# Henning Rose
Henning Rose (bl. 1512–1532 in Hildesheim) war Benediktiner der Abtei St. Michael in Hildesheim im ersten Drittel des 16. Jahrhunderts. Er fertigte mehrere Dokumente an, die als Fälschungen im Interesse des Bedeutungszuwachses seines Heimatklosters gelten.

## Leben und Schriften

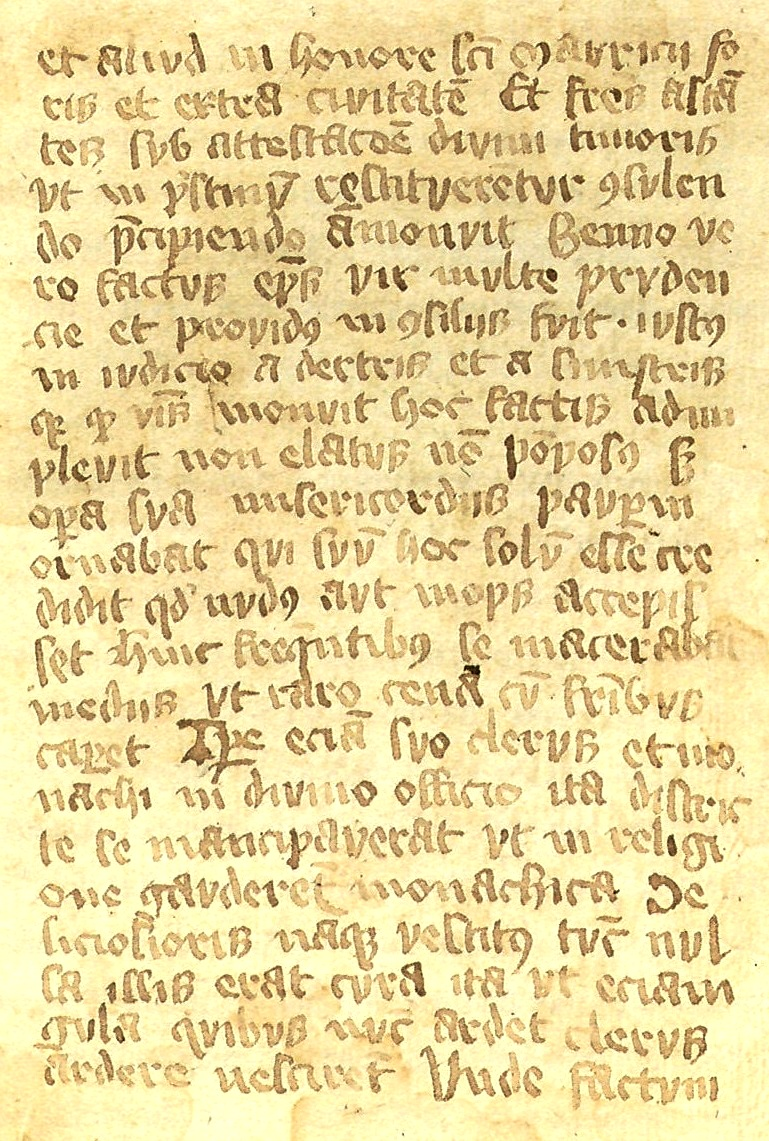
Blatt 7r der von Henning Rose gefälschten Vita divi Bennonis

Über Henning Roses Leben ist außer den im Michaelskloster dokumentierten Eckdaten nichts bekannt. Zum letzten Mal bezeugt ist er am 29. Januar 1532.
Als sein Hauptwerk ist eine anonyme Vita divi Bennonis episcopi ecclesie Misnensis nachgewiesen. Sie findet sich in einer Sammelhandschrift, die auch eine Gebetsverbrüderungsliste des Michaelsklosters und eine Liste von Kelchen des heiligen Bernward enthält. Diese Vita bietet zahlreiche biografische Details, die aus keiner anderen Quelle bekannt sind. Alle dienen dem Ziel, die damals betriebene Heiligsprechung Bennos zu fördern (erfolgt 1523) und zugleich den neuen Heiligen in enge Verbindung mit Hildesheim und dem Michaelskloster zu bringen. In diese Richtung gehen, neben entsprechenden Wunderberichten, die Behauptungen, dass Benno ein Verwandter und Schüler Bernwards († 1022) gewesen sei – woraus sich sein Geburtsdatum „um 1010“ und sein Sterbealter von 96 Jahren ergab – und dass er als Abt von St. Michael amtiert habe. Beides gilt heute als freie Erfindung Roses. Auffällig ist, dass Rose altes Papier verwendete und absichtlich in einer – nicht konsequent durchgehaltenen – archaischen Schriftform schrieb. Die von Rose behaupteten Fakten wurden dann von Hieronymus Emser in dessen 1512 gedruckte Benno-Vita übernommen und erlangten so weite Verbreitung und Geltung bis heute.
Eine weitere Fälschung Roses ist ein Ablassprivileg für St. Michael, das Papst Silvester II. im Jahr 1001 in Rom Kaiser Otto III. und Bischof Bernward persönlich übergeben haben soll.